# Cittadella di Anversa
La Cittadella di Anversa (in spagnolo: Castillo de Amberes, in olandese: Kasteel van Antwerpen) era un forte a bastioni di forma pentagonale costruito per difendere e dominante la città di Anversa durante le prime fasi della Rivolta olandese. È stato descritto come "senza dubbio uno dei pezzi di maggior rilievo delle fortificazioni moderne al mondo" nonché "una delle installazioni urbane più studiate del XVI secolo".

## Storia
La cittadella venne realizzata su progetto dell'ingegnere italiano Francesco Paciotto e costruita per ordine del Duca d'Alba. La costruzione iniziale venne terminata nel 1572. Dopo il Sacco di Anversa (1576) i cittadini demolirono parzialmente le fortificazioni, ma queste vennero ricostruite dopo l'Assedio di Anversa (1585).
La cittadella vide azioni militari nel corso delle Guerre napoleoniche quando venne difesa sino alla morte dai bonapartisti. L'Assedio di Anversa (1814) continuò per un mese dopo l'abdicazione di Napoleone.
Dopo la Rivoluzione belga del 1830, le forze olandesi mantennero il controllo della fortezza sino all'Assedio di Anversa (1832).
La demolizione iniziò nel 1874 e venne portata a compimento nel 1881. Il sito venne occupato da un nuovo sobborgo della città, Zuid, il cui edificio di maggior rilievo fu sicuramente il Museo Reale delle Belle Arti di Anversa.

## Governatori della cittadella
- 1576: Sancho Dávila y Daza
- 1577: Philippe III de Croÿ
- 1587–1596: Cristóbal de Mondragón
- 1606-1622: Íñigo de Borja
- Jerónimo de Cobos, morto nel 1643
- Antonio de Castro y Tello, morto nel 1659
- Fernando de Solís y Vargas de Carvajal, morto nel 1669
- 1674: Pedro Sanpayo
- 1674-1678: Mateo de Villegas
- 1679–1693: Francisco Marcos de Velasco
- 1693-1695: Diego Gómez, marchese di Espinosa
- 1695-1700: Pedro Álvarez de Vega
- 1700: Luis de Borja, marchese di Caracena.
- Diego de Heredia y Arambulo; morto nel 1704
- Julian Martínez de la Parra

...
- 1830–1832: David Hendrik Chassé